# محمدجعفر لهراسبی
محمدجعفر لهراسبی (زاده ١٣٢٣ بروجرد - درگذشته ۷ مهر ١٣٩٨ تهران) سرتیپ نیروی زمینی ارتش ایران بود، که به‌عنوان فرمانده لشکر ۱۶ زرهی قزوین و معاون بازرسی ستاد کل نیروهای مسلح فعالیت می‌کرد.
وی فعالیت نظامی را از سال ۱۳۴۴ در نیروی زمینی شاهنشاهی ایران آغاز کرد. او پس از وقوع انقلاب فعالیت در ارتش جمهوری اسلامی ایران را ادامه داد و در خلال جنگ ایران و عراق فرماندهی تیپ ۲ از لشکر ۹۲ زرهی اهواز را برعهده داشت. لهراسبی از جانبازان جنگ ایران و عراق بود و به پاس خدماتش در جنگ، ۲ نشان فتح دریافت نمود.

## زندگی‌نامه
محمد جعفر لهراسبی در سال ١٣٢٣ در شهر بروجرد، استان لرستان زاده شد. وی در سال ۱۳۴۴ وارد دانشکده افسری ارتش شد و ۳ سال بعد با درجه ستوان دومی در رسته زرهی فارغ‌التحصیل شد، سپس فعالیت رسمی در نیروی زمینی شاهنشاهی ایران را آغاز نمود و سلسله مراتب مختلف فرماندهی را از فرماندهی گروهان، گردان و تیپ در لشکر ۹۲ زرهی اهواز سپری کرد.

## جنگ ایران و عراق
لهراسبی در روزهای ابتدایی جنگ در منطقه عملیاتی دزفول اقدامات بسیار مؤثر در نبرد با ارتش عراق از خود نشان داد که با اخذ دو درجه تشویقی از سوی فرمانده وقت نیروی زمینی ارتش؛ علی صیاد شیرازی با درجه سرهنگی به عنوان فرمانده تیپ ۲ از لشکر ۹۲ زرهی اهواز منصوب شد. محمدجعفر لهراسبی همچنین در سال ۱۳۶۸، برای فتح خرمشهر نشان درجه ۳ فتح و در سال ١٣۶٩، درجه سرتیپی و نشان درجه ٢ فتح  را برای عملیات فتح‌المبین از رهبر جمهوری اسلامی ایران دریافت کرد.

## درگذشت
محمدجعفر لهراسبی در تاریخ ٧ آذر ماه ١٣٩٨ از دنیا رفت و پیکر وی با حضور جمعی از مقامات عالی‌رتبه کشوری و لشکری در شهرک امید تهران تشییع شد. پیکر وی پس از انجام مراسم تشییع، در قطعه ۵۱ بهشت زهرا تهران به خاک سپرده شد.